# Команча (село)
Команча или Команьча (пол. Komańcza) — село в Санокском повете Подкарпатского воеводства на юго-востоке Польши. Административный центр одноимённой гмины.

## География
Расположено в горах Буковской возвышенности, недалеко от городов Медзилаборце и Палота (на северо-востоке Словакии). Через село проходит европейский международный пешеходный маршрут Е8. Недалеко железная дорога.

## Население
В 2012 году население деревни составляло 818 человек. Население гмины — 4178 человек.

## История
Первое упоминание о селе относится к 1512 году, в исторических записях называлось Crziemyenna, а Komancza с 1524 года. Согласно некоторым источникам, название села происходит от восточнославянского диалектного слова Kuman (куманы), что означает «деревня половцев». В 1785 году земли села составляли 8,93 км², на которых проживали 450 греко-католиков, 16 римо-католиков и 15 евреев. Во Первой мировой войны село некоторое время находилось под контролем российских войск во время Брусиловского прорыва.
После Первой мировой войны деревня стала столицей недолговечной Республики Команча (ноябрь 1918 — январь 1919), объединения 30 лемковских сёл, объявивших о создании республики в восточной Лемковщине 5 ноября 1918 года. В декабре 1918 года на совете в Вислове принято решение о присоединении к ЗУНР. Окончательно ликвидирована польскими войсками 23 января 1919 года.
В 1936 году численность греко-католического населения увеличилась до 878 человек. 
Во время Второй мировой войны 24 и 25 сентября 1944 года в районе села шли бои, затем село было занято советскими войсками.
В 1944 году украинский приходской священник Орест Верхинович был убит поляками, а в 1946 году село было сожжено, после того как многие местные жители были насильно депортированы в Украинскую Советскую Социалистическую Республику. Оставшиеся жители были вывезены из Команчи 29 апреля 1947 года в рамках операции «Висла» и перевезены в Силезский регион Польши. Репатриированные в Силезию вернулись в село после 1956 года.

## Религия

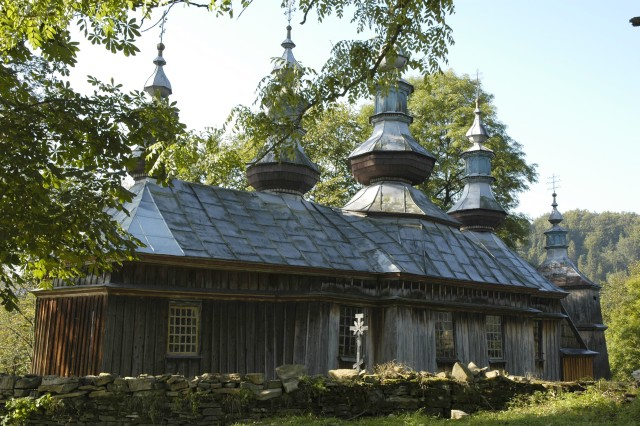
Церковь до пожара.

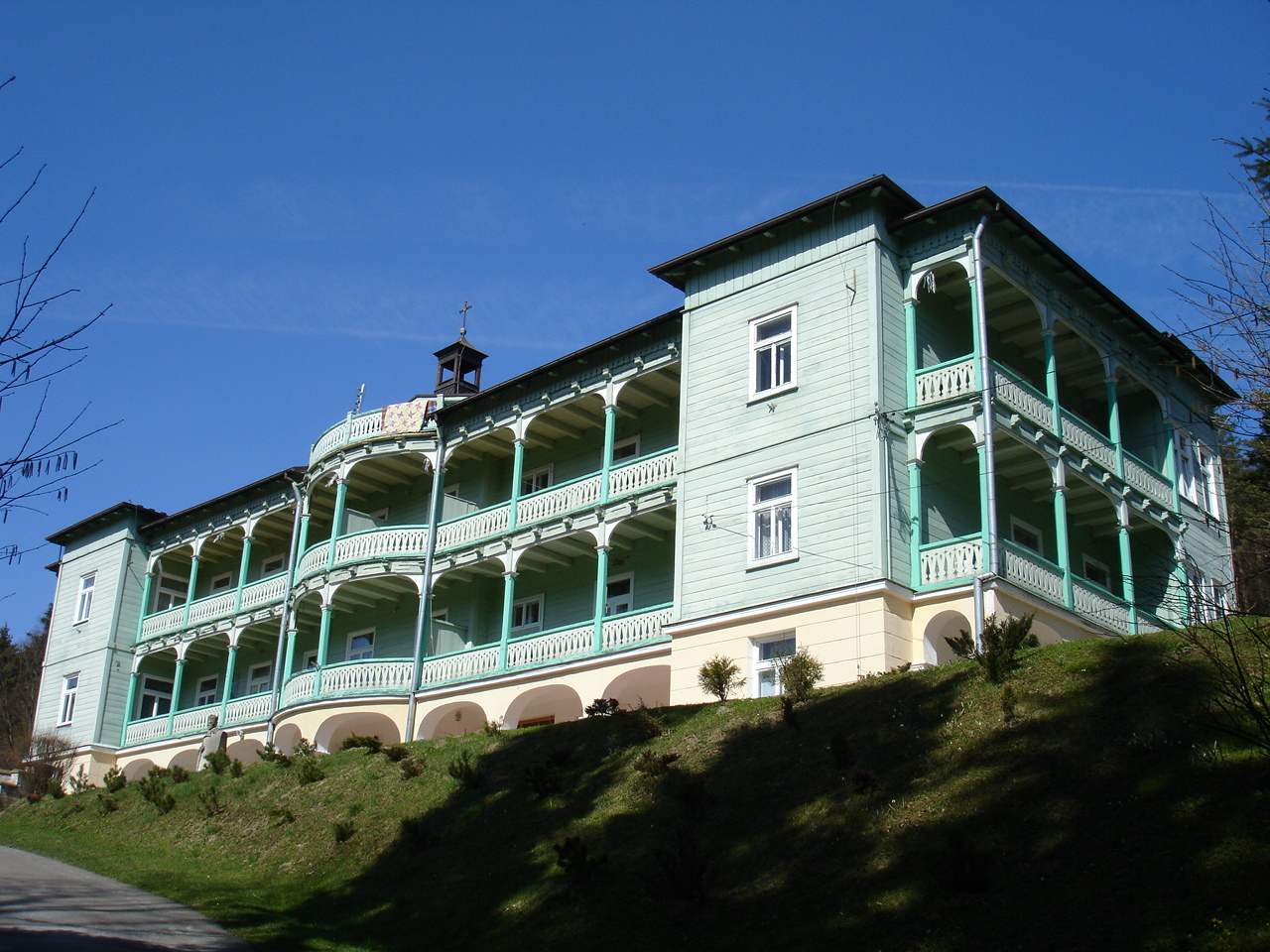
Монастырь в Команче.

Деревянная церковь Покрова Пресвятой Девы Марии считается жемчужиной архитектуры Восточного Лемково. Она была построена в 1805 году и была включена в Реестр исторических зданий Польши. Церковь была занята греко-католиками до 1963 года, когда она перешла православным, которые её отремонтировали и отреставрировали. После этого униатские (греко-католические) службы проводились в римско-католической часовне, пока в 1987 году не была построена новая униатская церковь. Старая деревянная церковь была полностью уничтожена пожаром 13 сентября 2006 года, после которого сохранилась только колокольня. Ряд литургических книг, датированных периодом с 1638 по 1793 год, также были серьёзно повреждены или уничтожены в огне.
В мае 1928 года в Команче был основан католический Монастырь сестер Святого Семейства из Назарета. С 29 октября 1955 года по 28 октября 1956 года в монастыре находился в заключении кардинал Стефан Вышиньский, примас Польши с 1948 по 1981 год. В 2011 году монастырь был отреставрирован.

## Известные жители
- Стеца, Остап Антонович (1900—1978) — украинский, советский и польский военный деятель лемковского происхождения, генерал-майор Красной Армии, бригадный генерал Войска Польского.
- Архиепископ Люблинский и Холмский Авель (в миру Андрей Константинович Поплавский, род. в 1958) — служил в местном приходе в первой половине 1980-х[5].